# Târnăveni
Târnăveni (appelée autrefois Diciosânmartin, puis Târnava Sânmărtin, en hongrois Dicsőszentmárton, en allemand Sankt Martin ou Martinskirch) est une municipalité roumaine du județ de Mureș, dans la région historique de Transylvanie et dans la région de développement Centre.

## Géographie
La ville de Târnăveni est située au sud-est du județ, sur le plateau de Târnava (Podișul Târnavelor), sur la rivière Târnava Mică, à 42 km au sud-est de Târgu Mureș, le chef-lieu du județ et à 20 km au nord de Mediaș, dans le județ de Sibiu.
La municipalité de Târnăveni est composée de la ville de Târnăveni elle-même et des trois villages suivants (population en 2002) :
- Târnăveni (24 466), siège de la municipalité ;
- Bobohalma(1 243) ;
- Botorca (374) ;
- Caștelnic (571).

## Histoire
La première mention écrite de la ville date de 1278 sous le nom de Terra Dychen Sent Marton mais, lors de fouilles archéologiques qui eurent lieu en 1925, des traces d'habitat néolithique ont été retrouvées ainsi que des quantités importantes de monnaies romaines qui supposent une occupation des lieux beaucoup plus ancienne.
En 1502, la ville, qui appartient au royaume de Hongrie, est mentionnée comme faisant partie du fief de Cetatea de Baltă, propriété d'Étienne III de Moldavie, puis de Pierre IV Rareș, princes de Moldavie. Les nombreuses vignes font alors la réputation de l'endroit appelé Weinland.
En 1876, lors de la réorganisation administrative de la Transylvanie, elle devient le chef-lieu du comitat de Kis-Küküllő et profite d'un important essor urbain. Elle obtient le statut de ville en 1912. La découverte d'un gisement de gaz méthane accélère encore le développement de la cité (le gaz de ville est distribué dès 1915).
Après la chute de l'Empire austro-hongrois, en 1920, au Traité de Trianon, elle intègre le royaume de Roumanie. Après le Deuxième arbitrage de Vienne, de 1940 à 1944, elle est occupée par la Hongrie. L'importante communauté juive est détruite par les Nazis pendant la Shoah en juin 1944.
Târnăveni réintègre la Roumanie en 1945, change son nom de Târnava Sânmărtin pour son nom actuel. Le développement industriel s'accroît avec le régime communiste et en 1998, Târnăveni obtient le statut de municipalité.

## Politique
Le conseil municipal de Târnăveni compte 19 sièges de conseillers municipaux. À l'issue des élections municipales de juin 2008, Alexandru Adrian Matei (PD-L) a été élu maire de la ville.
| Parti                                      | Nombre de conseillers |
| ------------------------------------------ | --------------------- |
| Parti national libéral (PNL)               | 6                     |
| Parti démocrate-libéral (PD-L)             | 4                     |
| Union démocrate magyare de Roumanie (UDMR) | 3                     |
| Parti social-démocrate (PSD)-              | 3                     |
| Parti écologiste roumain (PER)             | 2                     |
| Parti de la Grande Roumanie (PRM)          | 1                     |

## Religions
En 2002, la répartition religieuse de la population était la suivante :
- Orthodoxes, 74,73 % ;
- Réformés, 9,57 % ;
- Catholiques grecs, 4,25 % ;
- Unitariens, 3,53 % ;
- Catholiques de rite latin, 3,20 % ;
- Pentecôtistes, 0,96 % ;
- Chrétiens évangéliques 0,96 % ;
- Baptistes 0,80 %.

## Démographie
La ville de Târnăveni, qui, au début du XXe siècle, avait une population à peu près également partagée entre Roumains et Hongrois, a, en ce début de XXIe siècle, une population aux trois-quarts roumaine, ce qui indique l'ampleur des changements survenus pendant ce siècle.
En 1910, on comptait 3 337 Roumains (47,17 %), 3 478 Hongrois (49,17 %) et 121 Allemands.
En 1930, on recensait 4 179 Roumains (43,40 %), 3 887 Hongrois (40,37 %), 224 Allemands (2,33 %), 563 Juifs (5,85 %) et 624 Rroms (6,48 %).
En 2002, 19 231 Roumains (72,15 %) côtoient 4 721 Hongrois (17,71 %), 105 Allemands(0,39 %) et 2 568 Rroms (9,63 %).
| 1850  | 1880  | 1900  | 1910  | 1930  | 1956   | 1977   | 1992   | 2002   |
| ----- | ----- | ----- | ----- | ----- | ------ | ------ | ------ | ------ |
| 3 263 | 4 238 | 5 854 | 7 074 | 9 628 | 17 004 | 26 753 | 31 056 | 26 654 |

| 2007   | - | - | - | - | - | - | - | - |
| ------ | - | - | - | - | - | - | - | - |
| 26 504 | - | - | - | - | - | - | - | - |

## Économie
Târnăveni est une ville industrielle dont la vocation est née avec la découverte d'importants gisements de gaz au début du XXe siècle. Elle accueille plusieurs usines de produits chimiques, mais aussi des usines textiles et de matériaux de construction.

## Communications

### Routes
Târnăveni est située sur la route nationale DN14A qui la relie au sud avec Mediaș, dans le județ de Sibiu et Iernut, au nord, ce qui permet de rejoindre Târgu Mureș par la route nationale DN15. D'autre part, la route régionale DJ107 permet d'atteindre la route nationale DN13 et Sighișoara.

### Voies ferrées
Târnăveni possède une gare sur la ligne de chemin de fer Blaj-Sovata-Praid.

## Lieux et monuments
- Le musée municipal - bâti en 1962, présente des collections archéologiques du passé de la vallée de Târnăveni.
- L'église uniate, bâtie en style gothique au XVe siècle
- La cathédrale orthodoxe de la Sainte-Trinité (Sfântul Treime)
- L'église orthodoxe Saint Georges (Sfântul Gheorghe)
- L'église catholique-romaine
- La forêt "Corona"

### Aux alentours
- Un château médiéval, à 15 km de Târnăveni
- Les églises fortifiées de Transylvanie

## Jumelages
Hajdúszoboszló (Hongrie) depuis 1990
 Ronchin (France) depuis 1998 (18 avril). Un centre culturel français a été créé en juillet 2001 avec l’aide du conseil général du Nord, de la ville de Ronchin et de l’association Solidarité Roumanie.

## Personnes célèbres
- László Bölöni
- György Ligeti, compositeur, 1923-2006, né à Târnăveni.